# JAF日本アームレスリング連盟
一般社団法人JAF日本アームレスリング連盟（いっぱんしゃだんほうじんJAFにほんアームレスリングれんめい）は、日本におけるアームレスリングの国内競技連盟。 世界アームレスリング連盟 (WAF) およびアジアアームレスリング連盟(AAF)に加盟している。通称JAF。

## 概要
- 2016年7月4日 - 一般社団法人JAF日本アームレスリング連盟設立。
- 2016年10月11日 - 世界アームレスリング連盟およびアジアアームレスリング連盟により日本における唯一の加盟団体として正式に承認される。[1]
- 2023年1月8日 - 第28回ＪＡＦオープンアームレスリング選手権大会・新春アームレスリングお年玉大会において、世界アームレスリング連盟の公式ルールの運用および講習会の開催をJARA日本アームレスリングレフリー協会へ一任すると発表。アームレスリング競技で唯一の審判団を保持しない団体となる。

- 2023年6月 - 会員登録を停止後、初めての前期会員の登録期限を迎える。アームレスリング競技で唯一の登録選手のいない団体となる。
- 2024年6月30日 - これまで当団体が開催していた世界選手権選考大会を終了。第22回AJAF全日本大会 神奈川県横浜大会より世界アームレスリング連盟の世界選手権選考大会の主催はオールジャパンアームレスリング連盟となる。

## 大会・講習会
- JAFジャパンオープン世界アームレスリング大会出場選考大会
- JAF新春 宮城県オープン アームレスリングお年玉マッチ
- JAF宮城県オープンアームレスリング選手権大会
- JAF公認 ジュニア・レフェリー認定講習会

## 所属団体
| 地方     | 都道府県 | 団体名                                 | ウェブサイト               |
| -------- | -------- | -------------------------------------- | -------------------------- |
| 東北地方 | 宮城県   | JAF日本アームレスリング連盟 本部事務局 | 中村トレーニングジム       |
| 東北地方 | 宮城県   | JAF宮城県アームレスリング連盟          | 中村トレーニングジム       |
| 北陸地方 | 新潟県   | 前島道場越後                           | 新潟県アームレスリング連盟 |
| 中部地方 | 山梨県   | JAF山梨 神鉄腕                         | JAF山梨 神鉄腕             |

## 海外遠征
- World Armwrestling Championship - 世界アームレスリング大会
- Asian Armwrestling Championship - アジアアームレスリング大会
- Asian Open Armwrestling Cup - アジアンオープンアームレスリングカップ
- Zloty Tur World Cup - ズロティトゥール（ポーランド）[2]
- World Armwrestling Cup Zg Strong - ザグレブ国際大会（クロアチア）[3]